# Apanteles briareus
Apanteles briareus är en stekelart som beskrevs av Nixon 1965. Apanteles briareus ingår i släktet Apanteles och familjen bracksteklar. Inga underarter finns listade i Catalogue of Life.